# Abbe Lane
Abbe Lane (nascida Abigail Francine Lassman; 14 de dezembro de 1932) é uma cantora e atriz americana. Lane era conhecida nas décadas de 1950 e 1960 por suas roupas reveladoras e estilo sensual de atuação. Seu primeiro casamento foi como a quarta esposa do líder de banda latina e músico Xavier Cugat, mais de trinta anos mais velho que ela.

## Primeiros anos
Nascida Abigail Francine Lassman em 14 de dezembro de 1932, filha de pais judeus, Abbey e Grace Lassman, em Brooklyn, Lane tinha um irmão, Leonard. Ela começou sua carreira aos quatro anos de idade como atriz infantil no Vitaphone e no rádio. Ela começou a dançar no Broadway em 1947, ainda adolescente. Na Broadway, ela interpretou "Bobo" em Oh Captain! (1958), estrelado por Tony Randall.
No início de sua carreira, Lane foi chamada de "Abbe Marshall", seu nome próprio adotado, possivelmente em homenagem a seu pai, que era conhecido como "Abbey". Usando esse nome, ela apareceu nos shows da Broadway Barefoot Boy with Cheek (1947) e As the Girls Go (1948).

## Atuar e cantar

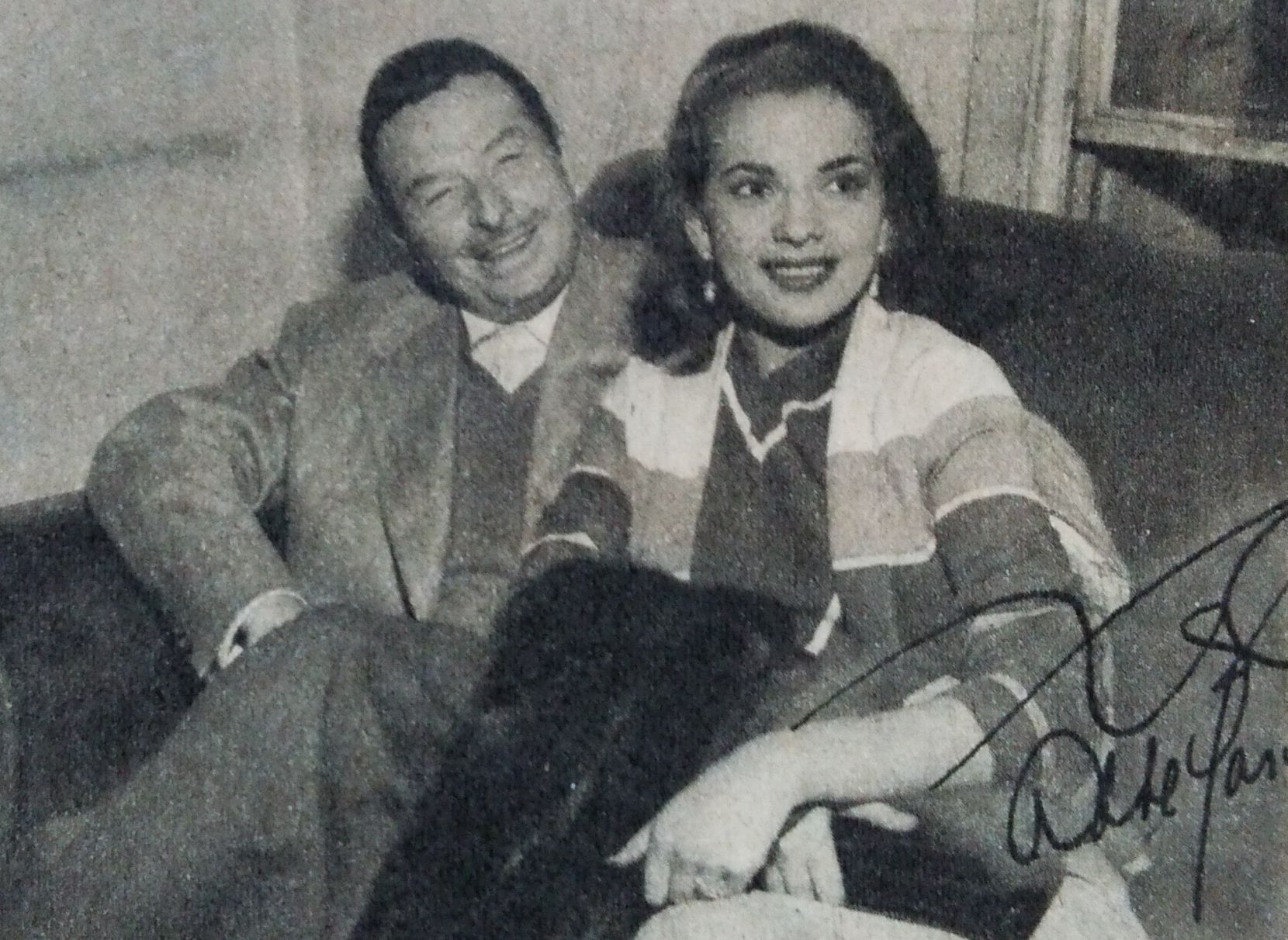
Abbe Lane e Xavier Cugat

Por causa de seu trabalho na Europa, Lane era conhecida como atriz antes de ser reconhecida por cantar e dançar. Ela teve um programa de televisão na Europa e lá fez 21 filmes no início de sua carreira.
Em 1952, ela se casou com o líder da banda Xavier Cugat, mais de 30 anos mais velho que ela. Durante a década de 1950 e início da década de 1960, ela trabalhou como cantora de boate e foi descrita em um artigo de revista de 1963 como "The Swingingest Sexpot In Show Business". A influência de Cugat foi vista em sua música, que favorecia os estilos Latina e rumba. Em 1958, ela estrelou ao lado de Tony Randall no musical da Broadway Oh, Captain!'', mas seu contrato de gravação a impediu de aparecer no álbum do elenco original do show. Eileen Rodgers cantou suas músicas para o LP do elenco; Mais tarde, Lane gravou suas músicas em um álbum solo. 
Lane fez várias gravações para RCA Victor e Mercury. Ela trabalhou com Tito Puente no álbum Be Mine Tonight lançado em 1958. Ela apareceu em talk shows com Cugat até 1963. Em 1964, Lane e Cugat se divorciaram. Eles não tiveram filhos durante o casamento. Mais tarde naquele mesmo ano, Lane casou-se com o agente teatral e empresário Perry Leff, com quem teve dois filhos, Steven e Andrew. Eles permaneceram casados até a morte de Leff em 2020, aos 93 anos.
Lane atraiu a atenção por seus comentários sugestivos, como "'Jayne Mansfield pode transformar meninos em homens, mas eu os considero a partir daí." Ela foi a primeira estrela feminina da televisão italiana, onde apareceu em vários programas a partir de 1955. Ela disse que era considerada "muito sexy na Itália". Seu traje para uma aparição no Jackie Gleason Show foi considerado muito revelador e ela foi instruída a usar outra coisa. Ela foi convidada nos programas de televisão de Red Skelton, Dean Martin e Jack Benny.
No final da década de 1960, Lane estrelou vários filmes italianos. Ela se apresentou em programas de variedades de televisão como The Ed Sullivan Show, The Steve Allen Show, The Jack Paar Program, The Mike Douglas Show, The Hollywood Palace, The Joey Bishop Show, The Merv Griffin Show e The Tonight Show estrelado por Johnny Carson dos anos 1950 aos anos 1970. Ela desempenhou papéis especiais em Naked City, The Man from U.N.C.L.E., The Flying Nun, F Troop, The Brady Bunch, Hart to Hart e Vega$. Sua última aparição no cinema foi em Twilight Zone: The Movie (1983) no papel secundário de uma aeromoça.

## Anos depois
Em 1992, Lane escreveu o romance semiautobiográfico But Where Is Love?, que descrevia as memórias dolorosas de uma adolescente casada com um homem mais velho.
Lane recebeu uma estrela na Calçada da Fama de Hollywood em 6381 Hollywood Boulevard por sua contribuição para a televisão.

## Discografia

### Como líder
- Be Mine Tonight, com Tito Puente e sua orquestra (RCA Victor, 1957)
- The Lady in Red, com a Orquestra de Sid Ramin (RCA Victor, 1958)
- Where There a Man , com Sid Ramin e sua orquestra (RCA Victor, 1959)
- Abbe Lane com Xavier Cugat e sua orquestra (Mercury, 1961)
- The Many Sides of Abbe Lane (Mercúrio, 1964)
- Rainbows (Butterfly Records, 1980)
  - Compilação: Pan, Amor Y .... (RCA, 1981)

Com Xavier Cugat e sua orquestra
- Dancetime com Xavier Cugat (RCA Victor, 1953)
- Meet Xavier Cugat and Abbe Lane (álbum de 10", Philips, 1955)
- Ole! (Colômbia, 1953)
- Cha Cha Cha (Columbia no hemisfério ocidental e na África do Sul, Philips Records na Europa, 1955)

## Filmografia
| Ano  | Título                                            | Papel                       | Notas                                               |
| ---- | ------------------------------------------------- | --------------------------- | --------------------------------------------------- |
| 1949 | A Night of Fame                                   |                             |                                                     |
| 1953 | Wings of the Hawk                                 | Elena Noriega               |                                                     |
| 1954 | Ride Clear of Diablo                              | Kate                        |                                                     |
| 1955 | The Americano                                     | Teresa                      |                                                     |
| 1955 | Chicago Syndicate                                 | Connie Peters               |                                                     |
| 1956 | The Wanderers                                     | Dolores                     |                                                     |
| 1956 | Time of Vacation                                  | Dolores                     |                                                     |
| 1956 | The Bachelor                                      | Ela mesma                   |                                                     |
| 1956 | Donatella                                         | Ela mesma                   |                                                     |
| 1957 | Parola di ladro                                   | Lalla / Adelaide L'amour    |                                                     |
| 1957 | Susana y yo                                       | Susana Garcés               |                                                     |
| 1957 | The Lady Doctor                                   | Dottoressa Brigitte Bellomo |                                                     |
| 1957 | A sud niente di nuovo                             | Jane                        |                                                     |
| 1958 | Maracaibo                                         | Elena Holbrook              |                                                     |
| 1958 | Marinai, donne e guai                             | Manuela                     |                                                     |
| 1959 | Totò, Eva e il pennello proibito                  | Eva                         |                                                     |
| 1959 | Sunset in Naples                                  | Eugenia Fougère             |                                                     |
| 1959 | Roulotte e roulette                               | Rossana Possenti            |                                                     |
| 1960 | I baccanali di Tiberio                            | Cinthia O'Connor            |                                                     |
| 1960 | My Friend, Dr. Jekyll                             | Mafalda                     |                                                     |
| 1961 | The Naked City (Episódio de série de TV)          | Estelle Reeves              |                                                     |
| 1962 | Julius Caesar Against the Pirates                 | Plauzia                     |                                                     |
| 1963 | The Lightship                                     |                             |                                                     |
| 1966 | The Man from U.N.C.L.E. (Episódio de série de TV) | Ayesha                      |                                                     |
| 1967 | The Cricket on the Hearth                         | Moll                        | Filme de TV                                         |
| 1968 | The Flying Nun (Episódio de série de TV)          | Felicia Fiero               | "The Organ Transplant" T2 E6: 7 de novembro de 1968 |
| 1970 | The Brady Bunch (Episódio de série de TV)         | Beebee Gallini              | “Mike's Horror-Scope” T1 E16: 16 de janeiro de 1970 |
| 1973 | Love, American Style (Episódio de série de TV)    | Evelyn Carson               |                                                     |
| 1983 | Hart to Hart (Episódio de série de TV)            | Eleanor Bracken             | "Straight Through the Hart"                         |
| 1983 | Twilight Zone: The Movie                          | Sra. Stewardess             | (segmento "Nightmare at 20,000 Feet")               |